# LEO I
Pour les articles homonymes, voir LEO.

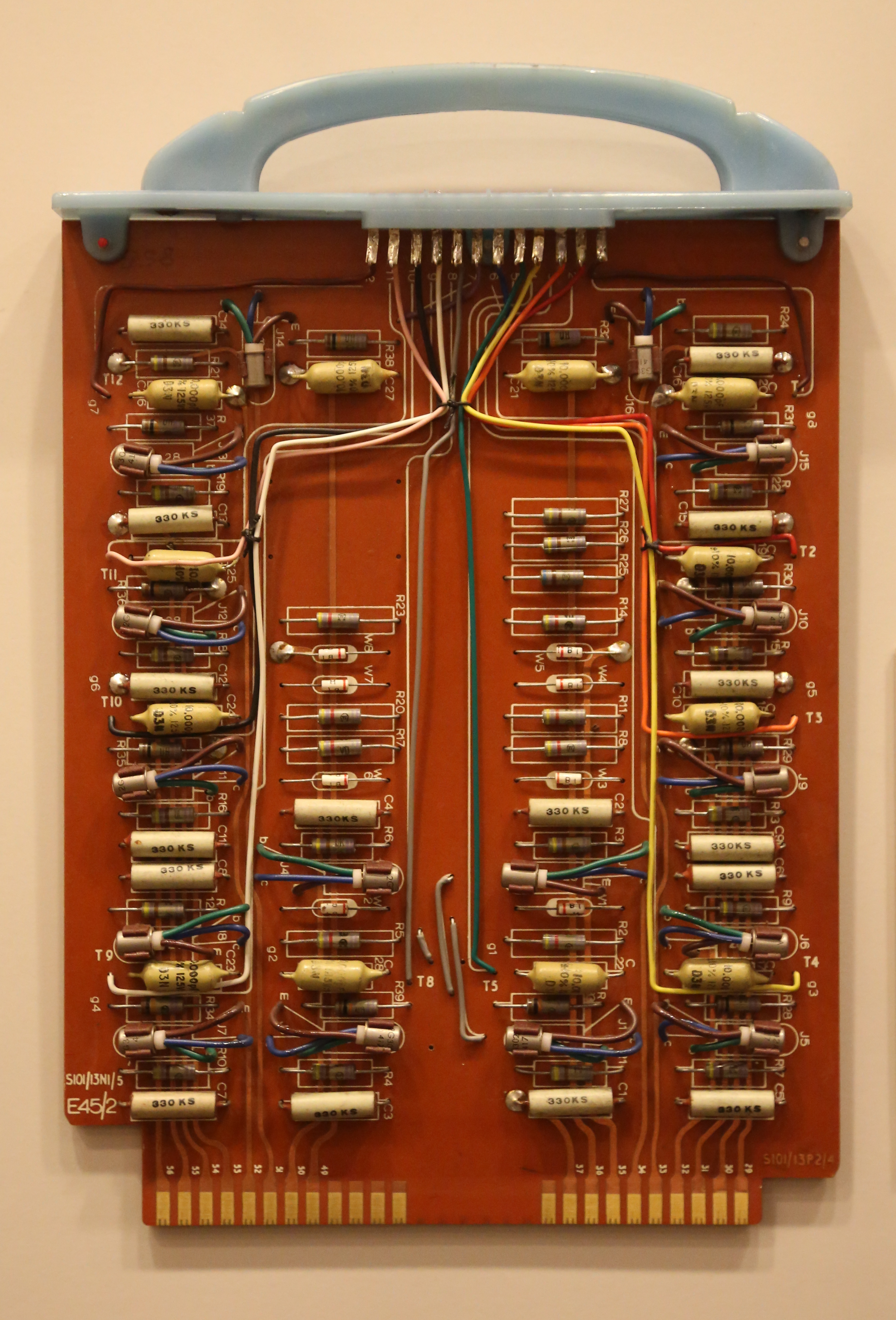
Circuit imprimé de l'ordinateur LEO III.

LEO I (Lyons Electronic Office I) est le premier ordinateur utilisé pour des applications commerciales. Supervisé par Oliver Standingford et Raymond Thompson de la société J. Lyons and Co. et basé sur le modèle de l'EDSAC, LEO I est lancé le 29 novembre 1951.